# Lily Saxén
Lily (Lilly) Ottilia Maria Saxén, född 25 augusti 1861 i Åbo, död 11 oktober 1926 i Kuokkala, var en finlandssvensk poet, även känd under pseudonymerna Fågel Blå och Fogelfri.
Saxéns föräldrar var prosten Karl Johan August Saxén och Jeanne-Marie Vilenius. Efter flickskolan avlade hon bland annat telegrafistexamen. Saxén arbetade på några svenska landsortstidningar, såsom Viborgsbladet och Östra Nyland, och var redaktionssekreterare för tidningen Arbetaren under ett halvår. Hon översatte finsk folkdiktning till svenska, publicerad i trebandssamlingen Ur den finska sången, och skrev även själv dikter samt en barnbok.

## Verk
- I storm och stiltje: bardalek, 1885
- Ur den finska sången samt några ryska skalder, tolkningen af Fågel Blå. Edlund, Helsingfors 1891
- Ur den finska sången, 2. häftet. Söderström, Helsingfors 1892
- Poetiska synder af Fågel Blå. Söderström, Helsingfors 1894
- Ur den finska sången, tredje häftet: Några yngre diktare jämte en inledningssång; af Fågel Blå och Oksanen. Viborgsbladet, Viborg 1898
- Gustaf Mauritz Armfelt : en lefnadsteckning, 1899
- Dikt och sägen, af Fågel Blå. Lilius & Hertzberg, Helsingfors 1902
- Sex kissar: en berättelsebok tillegnad de yngsta djurvännerna af Fågel Blå. Söderström, Helsingfors 1905